# Prime opere di Vincent van Gogh
Le prime opere di Vincent van Gogh sono un gruppo di dipinti e disegni realizzati quando l'artista aveva un'età compresa tra 27 e 28 anni, tra il 1881 e il 1882, nei primi due anni di seria attività artistica, mentre viveva in diverse località. Vincent van Gogh lasciò Bruxelles, dove aveva studiato per circa un anno nel 1881, per tornare a casa dei genitori a Etten, Paesi Bassi dove realizzò degli studi su alcuni abitanti della cittadina, suoi vicini di casa.  Nel gennaio del 1882 si recò a L'Aia dove studiò con il cugino acquisito Anton Mauve e creò uno studio, con l'aiuto finanziario dello stesso.  Durante i dieci anni della carriera di van Gogh, dal 1881 al 1890, suo fratello, Theo sarebbe stato fonte di ispirazione e supporto finanziario, ad iniziare dal 1880 quando Vincent viveva a Bruxelles.
Nel 1882 a Van Gogh venne commissionata una serie di dipinti su L'Aia, che se oggi vengono considerati dei capolavori, a suo tempo non vennero ben accettati. Van Gogh iniziò la sua attività artistica realizzando degli acquerelli e soltanto sotto il controllo di Mauve iniziò a sperimentare la pittura ad olio nel 1882.  Il soggetto che affascinò Van Gogh fu la classe operaia dei contadini, ispirandosi alle opere di Jean-François Millet e di altri pittori dell'epoca.

## Inizi

### Primi tempi

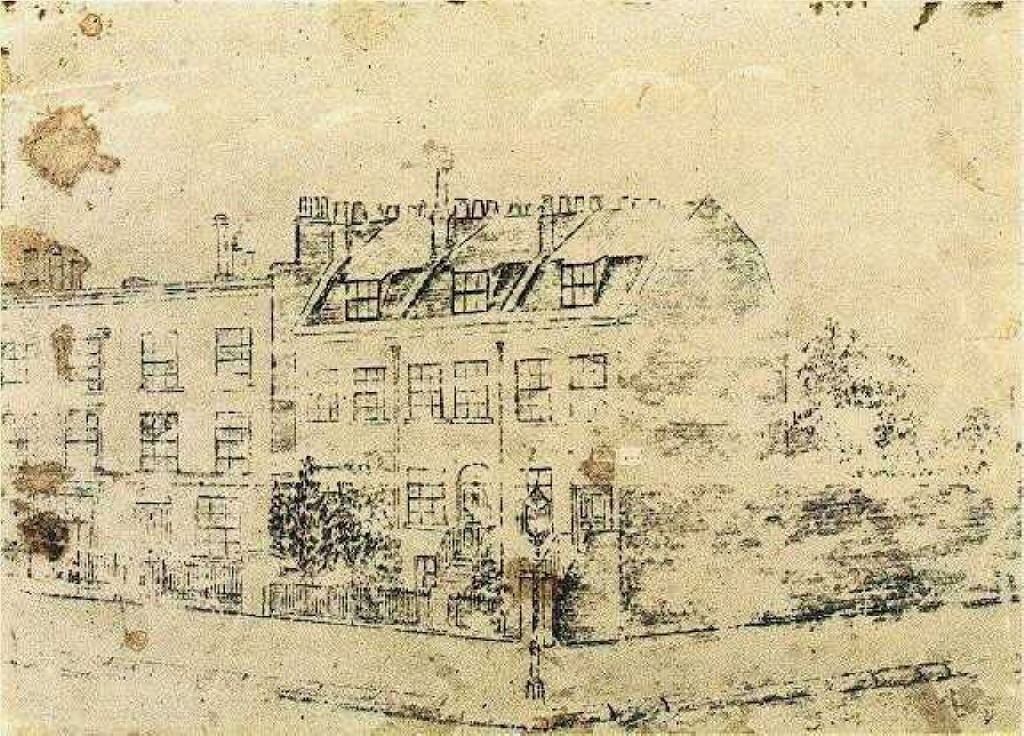
Disegno di Van Gogh dell'87 Hackford Road.

Nel luglio 1869, lo zio di Van Gogh, Philip James Quinlan, lo aiutò a trovare lavoro presso un mercante d'arte de L'Aia, Goupil & Cie.  Dopo un periodo di apprendistato,  nel giugno 1873, Goupil lo inviò presso la sua sede di Londra, dove alloggiò all'87 Hackford Road a Brixton, lavorando a Messrs. Goupil & Co., 17 Southampton Street. Questo fu un periodo fortunato per lui; aveva successo nel lavoro e all'età di 20 anni guadagnava già più di suo padre.  Si innamorò della figlia della sua padrona di casa, Eugénie Loyer, che lo respinse ed egli andò isolandosi per rifugiarsi nella religione. Il padre e lo zio lo fecero trasferire a Parigi impiegandolo nel settore del commercio delle opere d'arte. Egli non si trovò d'accordo a che le opere d'arte venissero trattate come una merce e il 1º aprile 1876 lasciò il lavoro.
Si dedicò quindi, per un breve tempo, al popolo lavoratore come ministro del culto e predicatore, studiando per breve tempo nei Paesi Bassi, ma il suo zelo e l'auto-imposizione di una vita fortemente dedicata all'ascetismo gli costò il proseguimento della carriera religiosa. Venne respinto dall'apparato ecclesiastico e si rifugiò in una spiritualità personale nella quale ottenne il ricercato conforto.  Dal 1879, indirizzò la sua vita in quello che descrisse "amore di Dio e degli uomini" attraverso la pittura.
Nel 1880 Van Gogh scrisse del suo desiderio di essere utile come artista, "Provando a capire il reale significato che i grandi artisti, i veri maestri, facevano trasparire dai loro capolavori che conducevano a Dio; un uomo lo scrive ed esprime in un libro; un altro, in un dipinto."  Dopo esser partito da Bruxelles Van Gogh decise di studiare da autodidatta, piuttosto che in un'accademia, spesso con l'artista olandese Anthon van Rappard. Fu in quel tempo che suo fratello Theo, che lavorava a Parigi presso Goupil & Cie, iniziò ad inviargli del denaro per sostenerlo nella sua attività, cosa che continuò a fare durante tutta la vita di Vincent.

### Etten, Drenthe e L'Aia
Nell'aprile del 1881, Van Gogh ritornò a Etten, dove vivevano i suoi genitori, continuando a disegnare, spesso utilizzando i vicini di casa come modelli. Nel corso dell'estate passò molto tempo passeggiando e parlando con sua cugina Kee Vos-Stricker rimasta vedova da poco. Ella era la figlia della sorella anziana di sua madre e di Johannes Stricker.  Nonostante Van Gogh avesse voluto sposare la Stricker, le disse che non l'avrebbe sposata: "No, mai, mai" (niet, nooit, nimmer) per il semplice fatto che non avrebbe potuto mantenerla, il matrimonio era fuori discussione. In occasione del Natale litigò violentemente con il padre, al punto da rifiutare un'offerta di denaro, e partì per L'Aia.

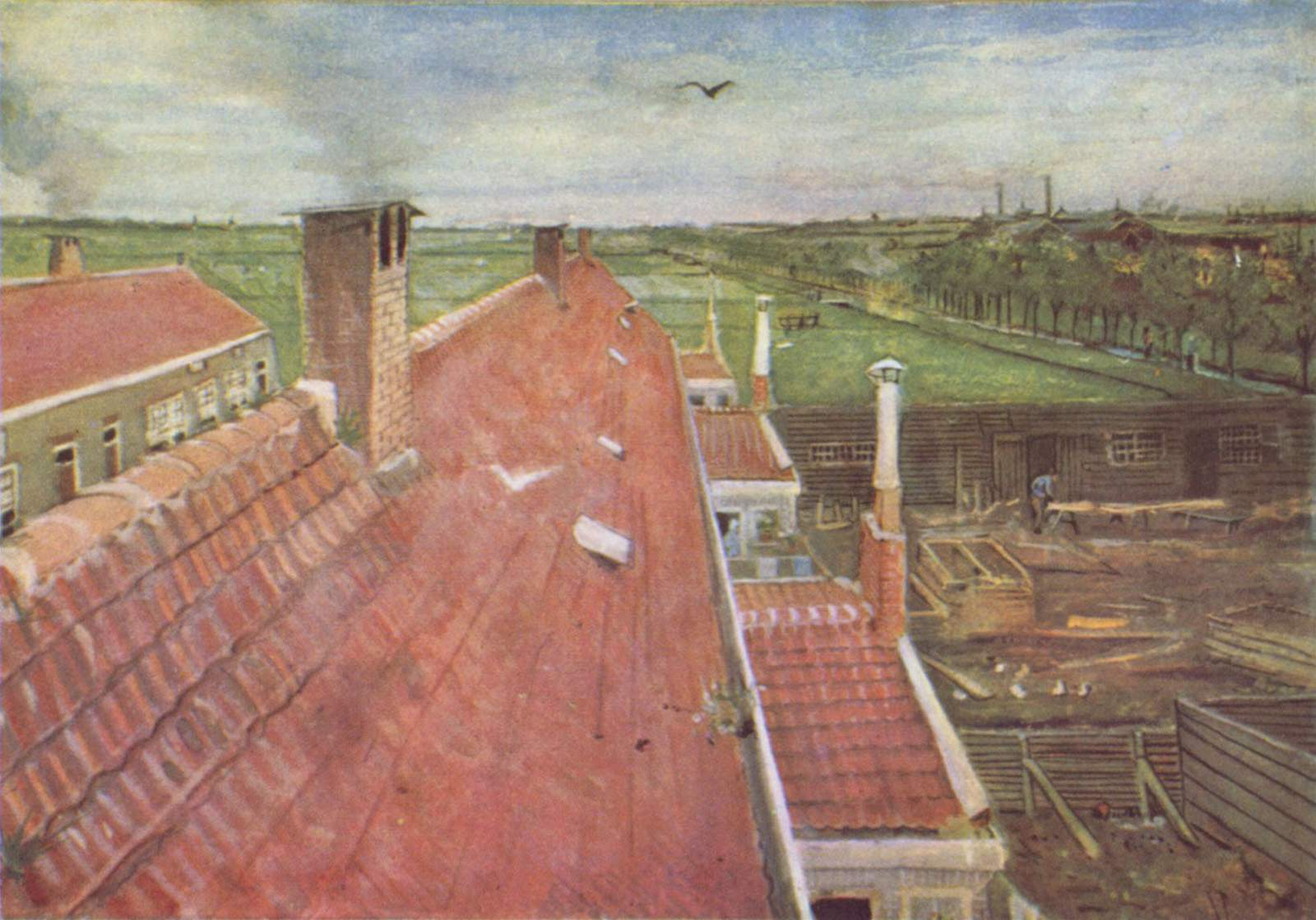
Tetti, visti dallo studio de L'Aia (1882), acquerello, collezione privata. Vista da una finestra di tetti rosso pallido. Un uccello che vola nel cielo blu e nei campi vicini a distanza e alla destra, gli edifici della città. Nel lontano orizzonte si intravedono delle ciminiere.

Nel gennaio 1882 si stabilì a L'Aia presso il cugino acquisito, il pittore Anton Mauve (1838–88).  Mauve gli insegnò la tecnica della pittura ad olio e dell'acquerello facendogli un prestito per consentirgli di approntarsi uno studio; tuttavia il sodalizio durò poco, probabilmente per discussioni su questioni tecniche. Mauve però a breve gli diede l'impressione di un raffreddamento dei rapporti nei suoi confronti non rispondendo ad alcune lettere, e Vincent suppose che Mauve non approvasse la sua convivenza con una prostituta, Clasina Maria "Sien" Hoornik (1850-1904) e la sua giovane figlia. Egli aveva incontrato Sien verso la fine di gennaio, quando questa aveva una figlia di cinque anni ed era incinta. Il 2 luglio, Sien diede alla luce un bambino, Willem. Il padre di Van Gogh esercitò pressioni sul figlio affinché abbandonasse Sien e i suoi figli. Vincent assunse in un primo momento un atteggiamento di sfida contro la decisione paterna.
Lo zio di Van Gogh, Cornelis, gli commissionò 20 disegni ad inchiostro della città, che l'artista approntò per la fine di maggio Nel giugno, venne ricoverato per tre settimane in ospedale a causa di una infezione da gonorrea e in estate iniziò a dipingere ad olio. Nell'autunno 1883, dopo un a convivenza di un anno, lasciò Sien e i suoi due bambini, trasferendosi nella provincia di Drenthe, nel nord dei Paesi Bassi. Nel dicembre successivo, spinto dalla solitudine, andò ad abitare con i suoi genitori che si erano trasferiti a Nuenen, nel Brabante Settentrionale.

### Sviluppo della sua arte
Van Gogh iniziò a disegnare e a dipingere con gli acquerelli mentre era a scuola; alcune di queste opere sopravvivono e la loro paternità è contestata da alcuni critici Quando iniziò a dipingere da adulto, cominciò a un livello elementare copiando il  Cours de dessin , di Charles Bargue e pubblicato da Goupil & Cie. Nel giro di due anni aveva cominciato a cercare delle commesse e nella primavera del 1882, suo zio, Cornelis Marinus - proprietario di una galleria d'arte contemporanea di fama ad Amsterdam - gli richiese dei disegni de L'Aia, ma il lavoro di Van Gogh non si dimostrò all'altezza delle aspettative di suo zio. Marinus gli offrì una seconda commessa, questa volta indicante l'oggetto in dettaglio, ma rimase ancora una volta deluso del risultato. Tuttavia, Van Gogh perseverò. Migliorò l'illuminazione del suo studio installando persiane ad apertura variabile e sperimentò una varietà di materiali da disegno. Per più di un anno lavorò sui dati singoli elaborando studi in "bianco e nero", che all'epoca gli fruttarono solo critiche. Oggi sono riconosciuti come i suoi primi capolavori.

### Genere contadino

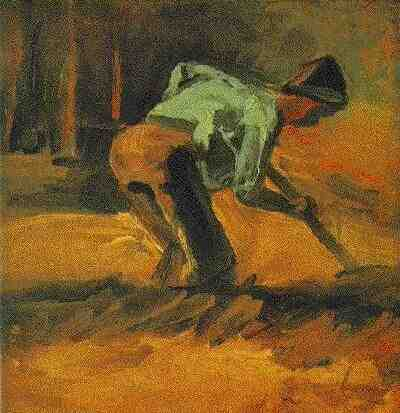
Uomo chinato con vanga,1882, Kuboso Memorial Museum of Arts, Izumi, Giappone (F12)

Il "genere contadino" collegato al realismo influenzò molto Van Gogh con le opere degli anni 1840 di Jean-François Millet, Jules Breton ed altri.  Egli descrive le opere di Millet e Breton come intrise di significato religioso, "talvolta elevato" e come "voci del grano."
Durante l'età adulta Van Gogh ebbe interesse a servire gli altri, in particolare i lavoratori manuali. Da giovane si era dedicato ai minatori di carbone di Borinage, Belgio, che sembravano portarlo vicino alla sua vocazione di essere un missionario o un ministro del culto per i lavoratori.
Un denominatore comune nei suoi autori ed artisti favoriti era il trattamento sentimentale degli indigenti e degli oppressi. Facendo riferimento alla pittura dei contadini, Van Gogh scrisse al fratello Theo: "Come farò mai a dipingere ciò che amo così tanto?" Tenne i lavoratori in gran conto, molto di più di quanto non tenesse alla stessa sua pittura; "Si deve procedere con fiducia, con una certa sicurezza che si stia facendo una cosa ragionevole, come il contadino che guida l'aratro ... (di chi) trascina l'erpice dietro di sé. Se non si ha un cavallo, si è un cavallo da se stesso".
Nel 1885 Van Gogh descrisse la pittura dei contadini come il maggior contributo all'arte moderna.

## Le opere

### 1881

Natura morta con cavolo e zoccoli 1881 Van Gogh Museum, Amsterdam (F1)
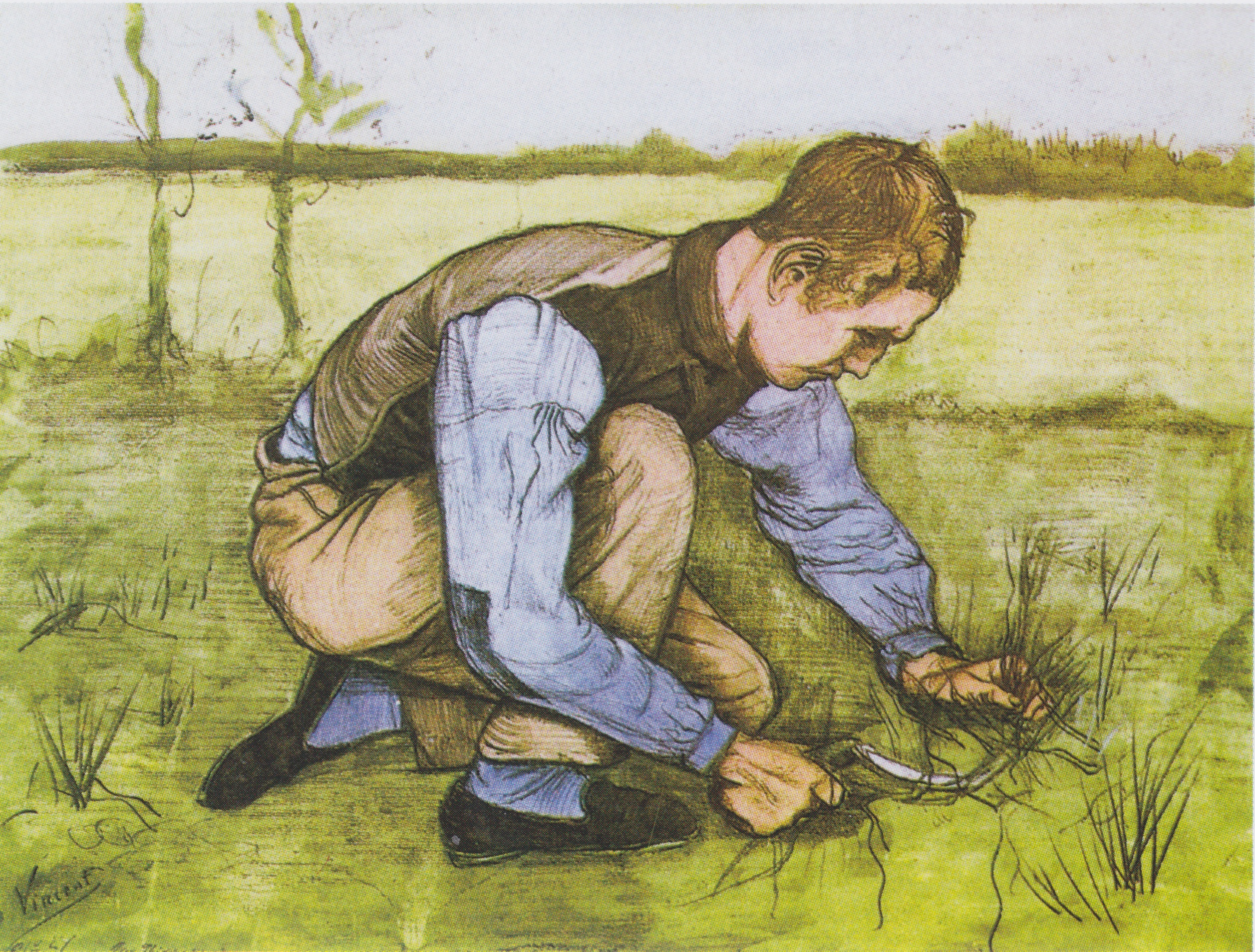
Ragazzo accovacciato con falce, gesso nero e acquerello 1881 Museo Kröller-Müller, Otterlo, Paesi Bassi (F851)
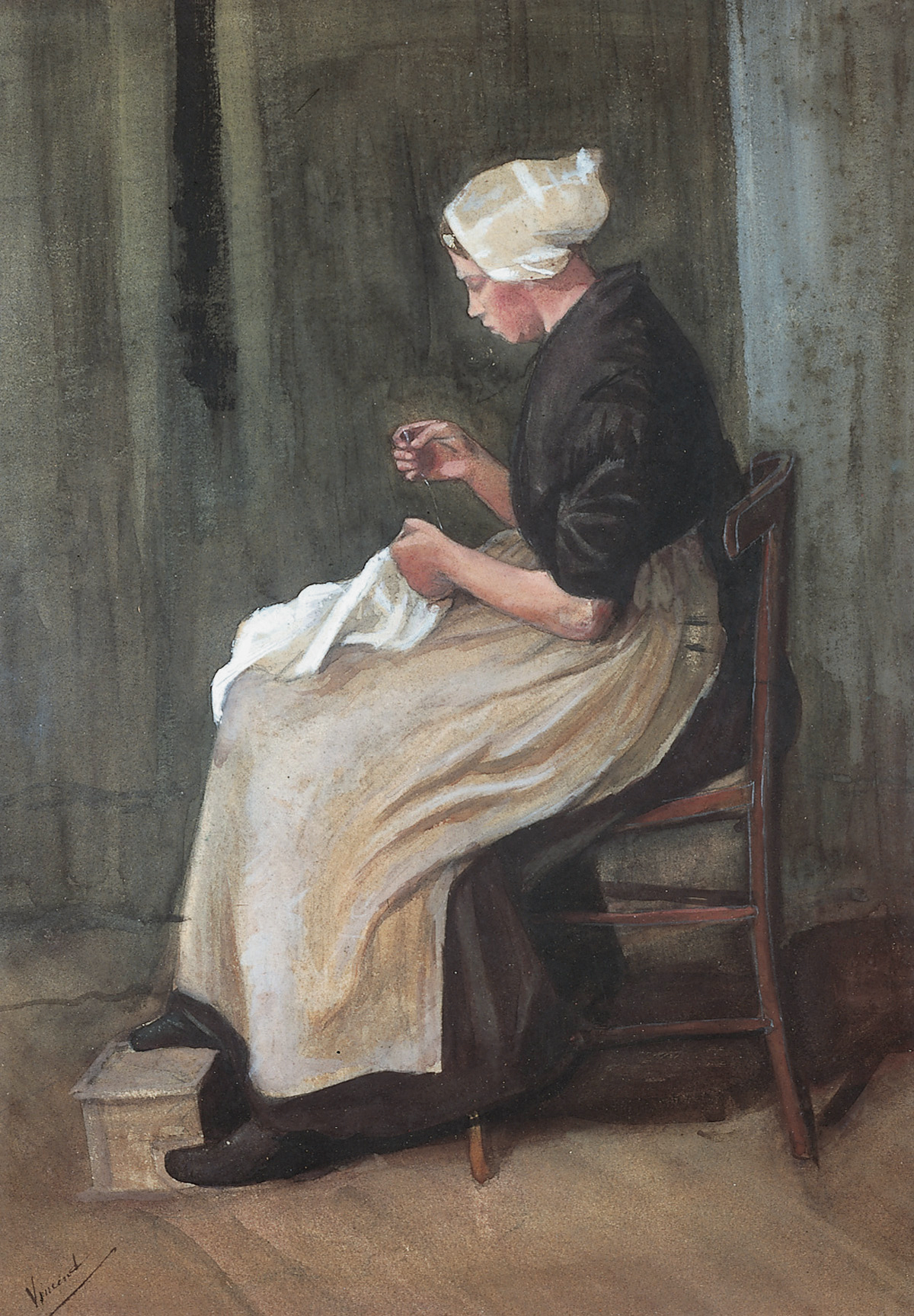
Donna che cuce acquerello 1881-82 P. and N. de Boer Foundation, Amsterdam (F869)

### 1882

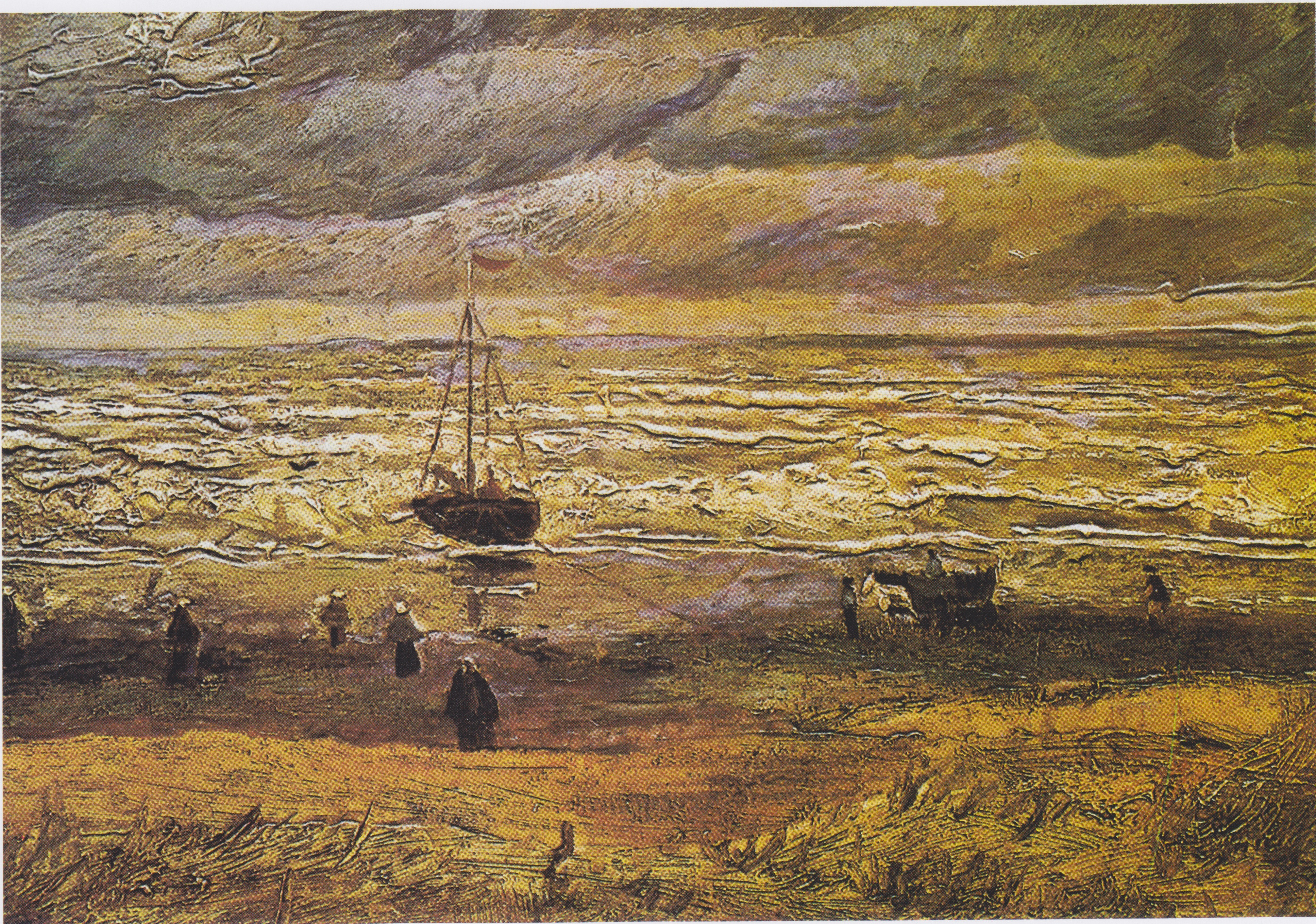
Spiaggia di Scheveningen durante un temporale
1882
Van Gogh Museum, Amsterdam (F4)

In una giornata ventosa, Van Gogh piazzò il suo cavalletto per dipingere "all'aria aperta" sulla spiaggia di Scheveningen, nei pressi de L'Aja,   Vista sul mare a Scheveningen  (F4). Anche se agli impressionisti è stato spesso dato credito di aver sperimentato la pittura all'aria aperta, non sono stati i primi a farlo. La maggior parte di essi, tuttavia, realizzava schizzi sul posto e poi elaborava la pittura in uno studio. In questo caso, Van Gogh lottò contro il forte vento che spargeva i granelli di sabbia nella vernice da lui applicata sulla tela. Anche se la maggior parte della sabbia venne poi raschiata, rimasero ancora un paio di granelli di sabbia invischiati negli strati di vernice.  Il clima tumultuoso della scena è ben raffigurato dalle onde bianche, dal cielo minaccioso e dalle bandiere al vento. Questo quadro fu rubato dal Van Gogh Museum il 7 dicembre 2002 e e fu ritrovato solo 14 anni dopo.

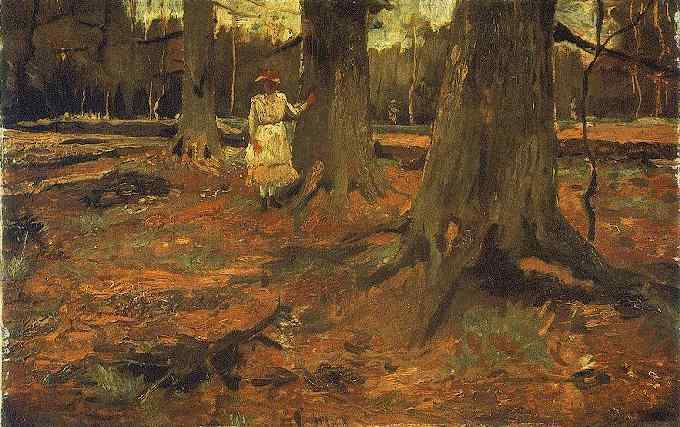
Ragazza in bianco nel bosco
1882
Kröller-Müller Museum, Otterlo, Netherlands (F8)

Nello studio che Van Gogh fece per Ragazza nel bosco o Ragazza in bianco nel bosco (F8) osservò quanto apprezzava il lavoro e spiegò come desiderava attivare i sensi del pubblico e come essi possono sperimentare la pittura: "L'altro studio nel bosco è costituito da alcuni grossi tronchi di faggio verde su un tratto di terreno coperto di rami secchi e la piccola figura di una ragazza in bianco. C'era la grande difficoltà di mantenere la scena in chiaro, e di ottenere lo spazio tra i tronchi in piedi a distanze diverse - e il luogo e la maggior parte di quei tronchi cambia con la relativa prospettiva - per fare in modo che si potesse respirare e camminare in essa, e per far sentire l'odore e il profumo del legno."

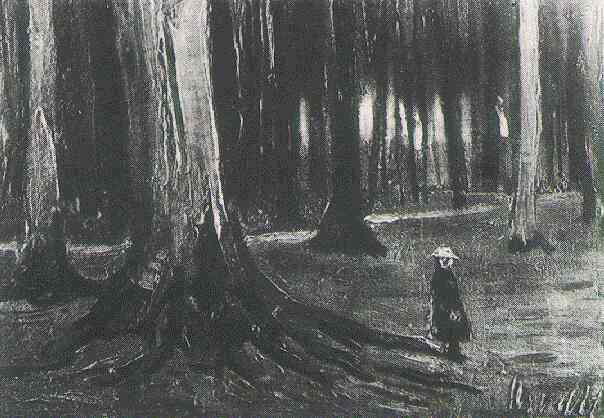
Ragazza nel bosco
1882
Collezione privata (F8a)

Ne La ragazza nel bosco (F8a) la ragazza è oscurata da querce immense. Il dipinto può darsi che ricordasse a Van Gogh i tempi della sua gioventù quando fuggì nel bosco di Zundert per scappare dalla sua famiglia.
Nel novembre 1882 Van Gogh iniziò una serie di disegni per descrivere alcuni personaggi della classe operaia; "Usurato" fu uno della serie. I lavori vennero elaborati in nero in stile angolare. Il 24 novembre 1882 Van Gogh scrisse, a suo fratello Theo, di Adrianus Zuyderland, l'uomo che aveva posato per Usurato (F997), "Che spettacolo il lavoro di questo vecchio, nel suo vestito rattoppato e con la testa calva".  Zuyderland era un ospite del Dutch Protestant Almshouse per vecchi e donne. Van Gogh aveva offerto una piccola somma per ricompensare i residenti che posavano per lui come modelli. Nei suoi disegni a matita, Van Gogh utilizzò il latte come fissativo per contrastare la lucentezza della matita di grafite lasciando l'immagine di un "nero vellutato". Mentre sarebbe stato consigliabile utilizzare un atomizzatore per controllare la quantità di latte immessa sul lavoro, Van Gogh versava un intero bicchiere di latte sul disegno. In questo disegno c'è una macchia evidente attorno al disegno rappresentata dalla pozza di latte essiccato. "Usurato  non viene visualizzato in questa pagina, ma si può trovare sul sito web del Van Gogh Museum.

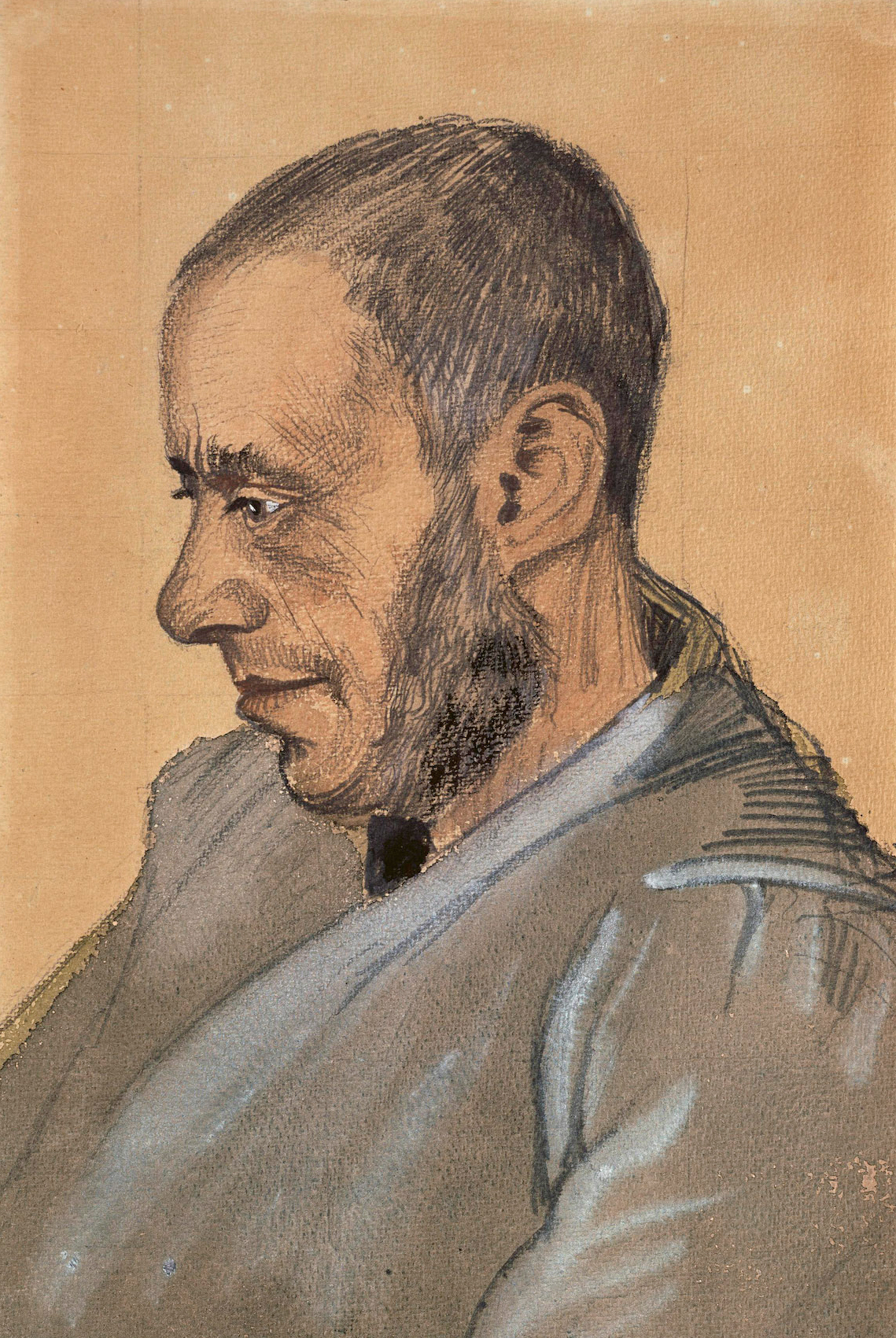
Ritratto di Jozef Blok anche noto come Il libraio Blok, acquerello
1882
Van Gogh Museum, Amsterdam (F993)

A differenza degli studi di personaggi, Van Gogh scrisse al fratello Theo, nel novembre 1882, che aveva disegnato un ritratto di Jozef Blok (F993), un libraio di strada che era talvolta chiamato "bibliotecario all'aperto del Binnenhof". Il lavoro è dettagliato a matita con acquerello e gesso. In quel periodo era raro che Van Gogh utilizzasse il colore, visto che aveva difficoltà ad utilizzarlo.

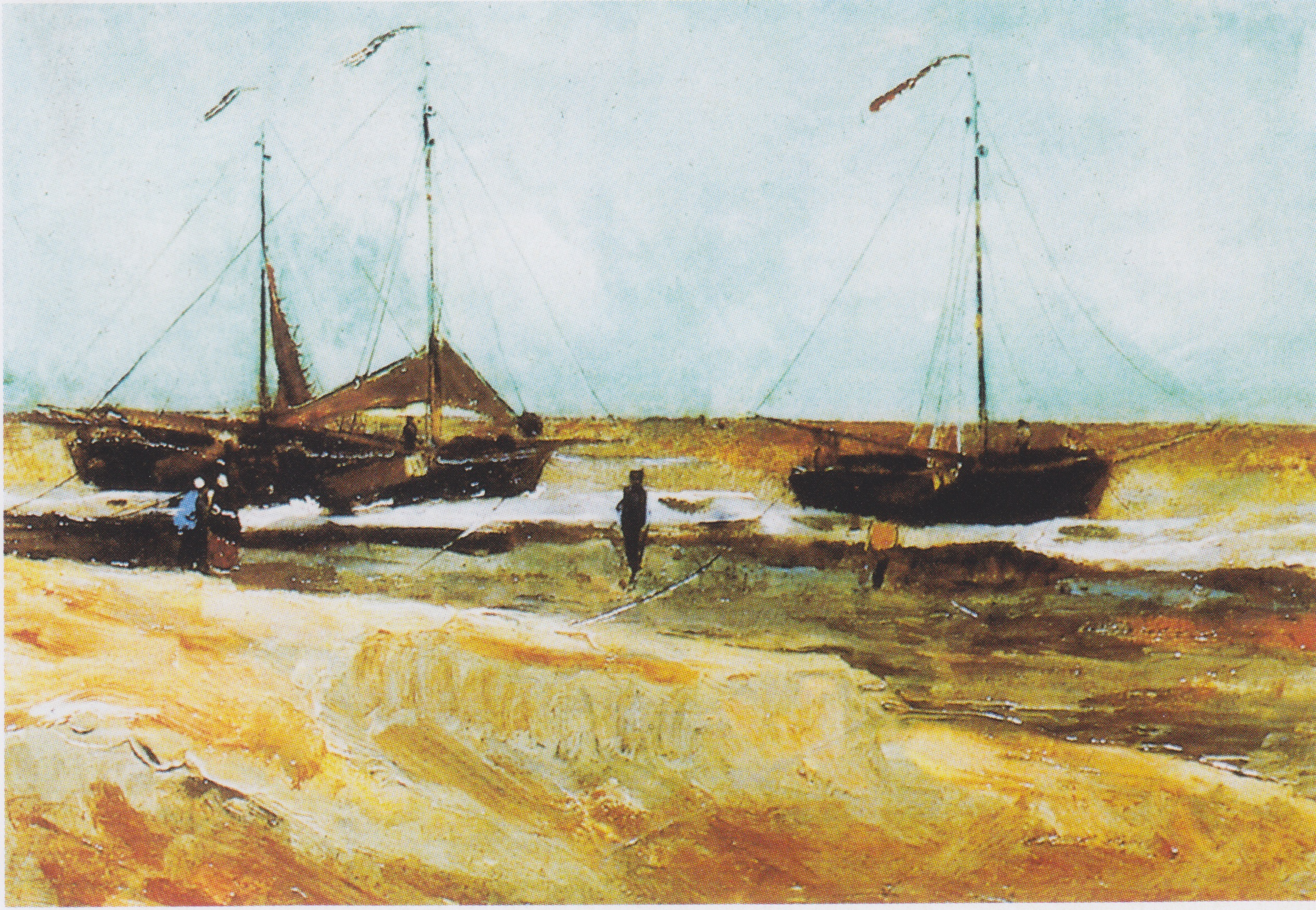
Spiaggia di Scheveningen con la bonaccia, olio su carta applicata su legno 1882 Collezione privata (F2)
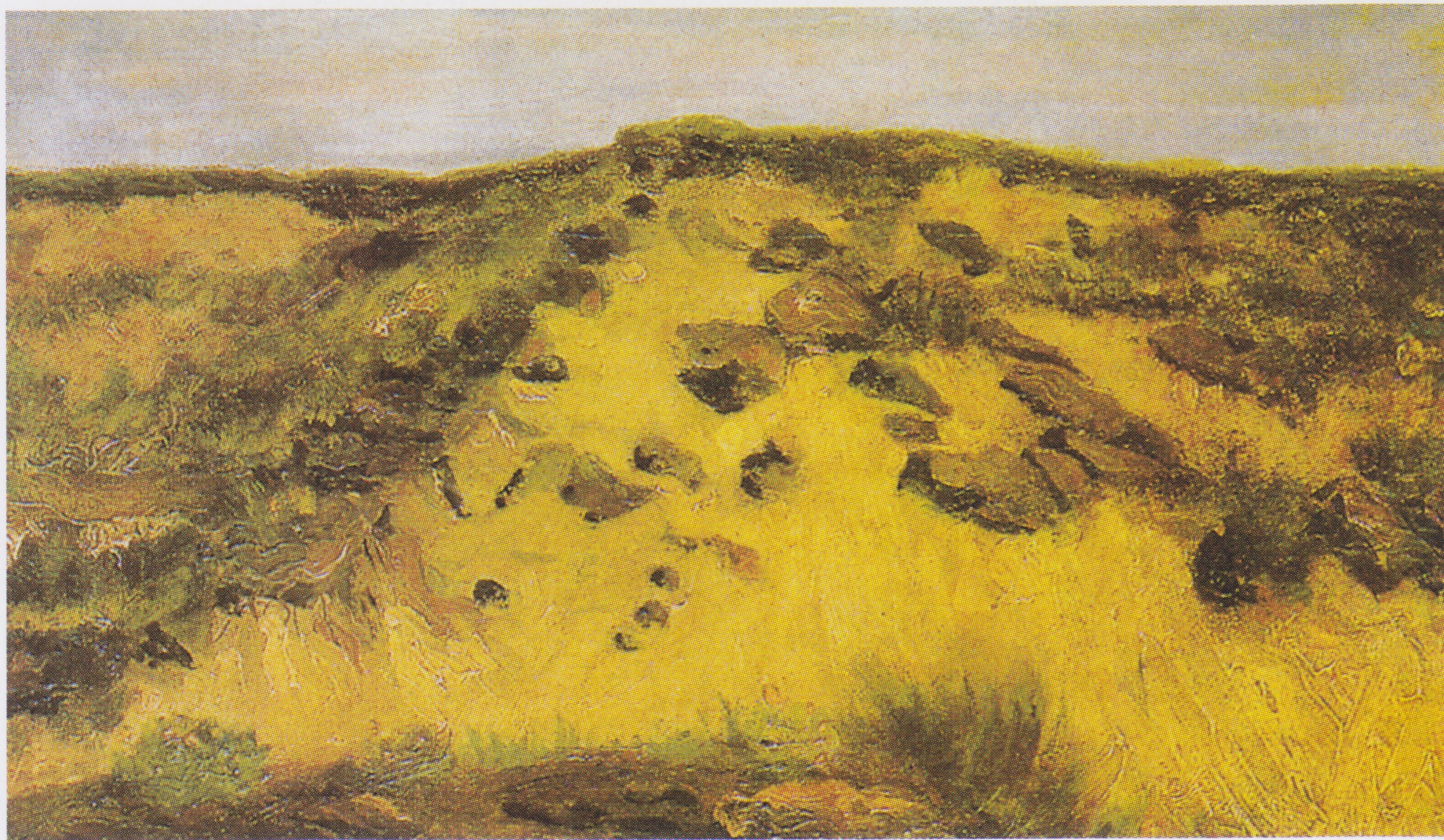
Dune 1882 Collezione privata (F2a)
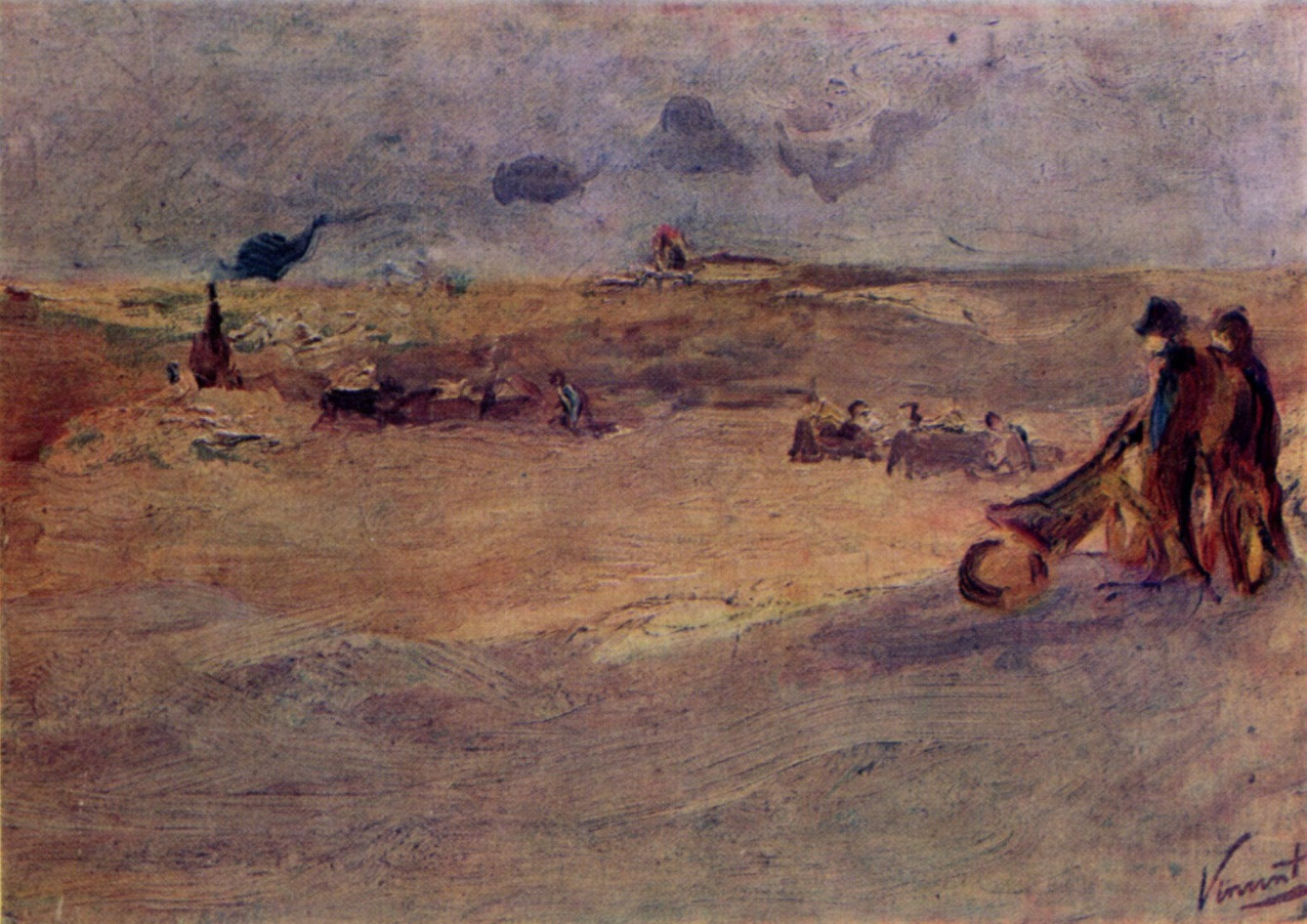
Dune con figure 1882 Collezione privata (F3)
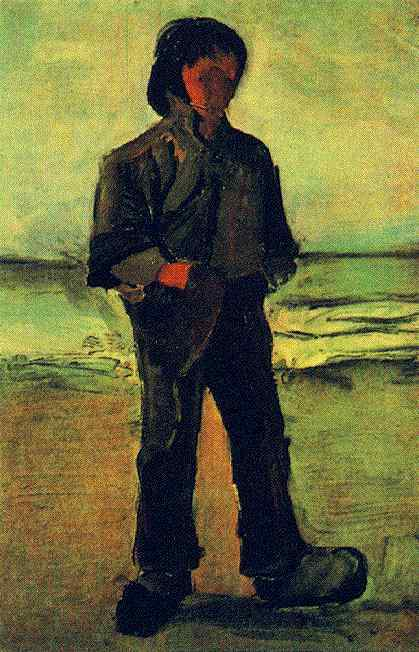
Pescatore sulla spiaggia 1882 Kröller-Müller Museum, Otterlo (F5)
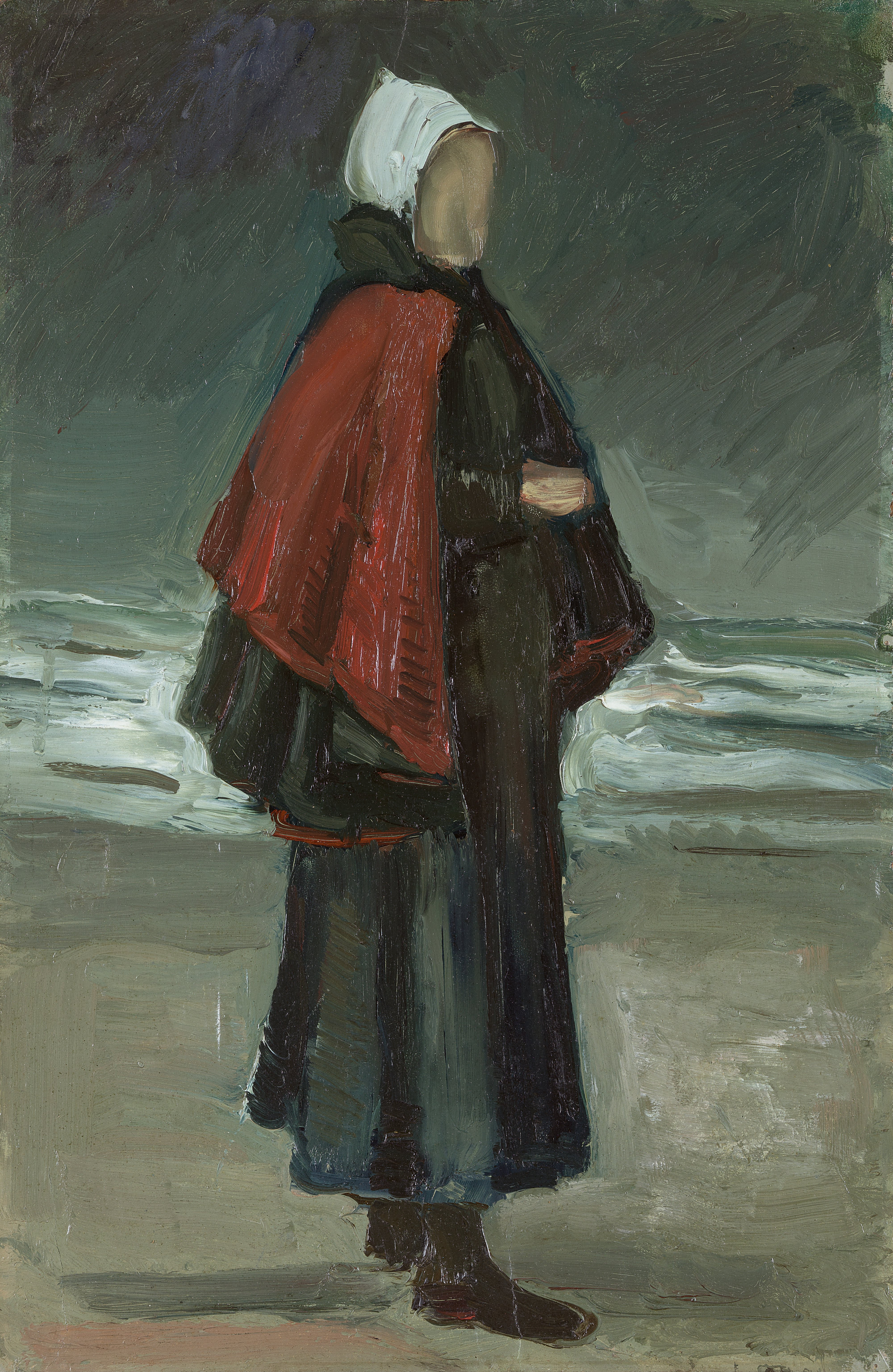
Moglie di pescatore sulla spiaggia 1882 Kröller-Müller Museum, Otterlo (F6)
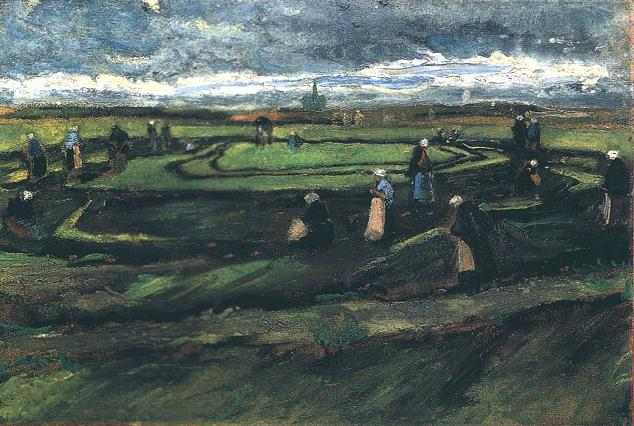
Donna che ripara le reti sulle dune 1882 Collezione: François Odermatt, Montréal (F7)
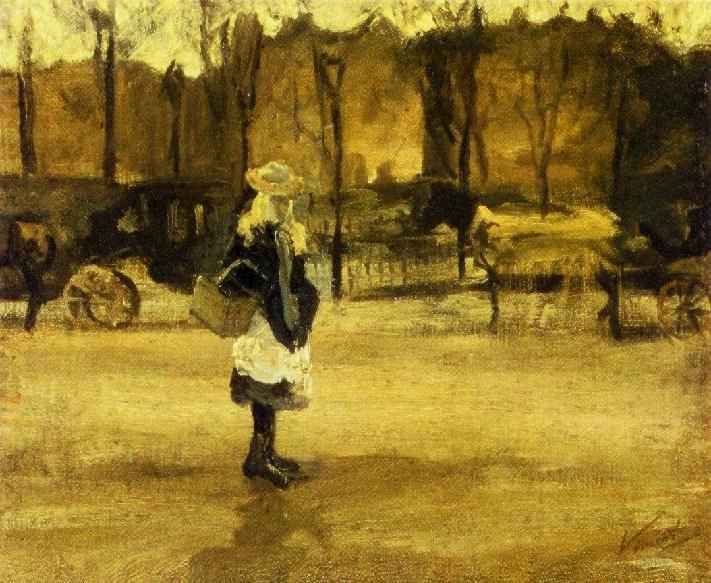
Una ragazza in strada, con due carri sullo sfondo 1882 Collezione privata (F13)
Margine del bosco 1882 Kröller-Müller Museum, Otterlo, Netherlands (F192)
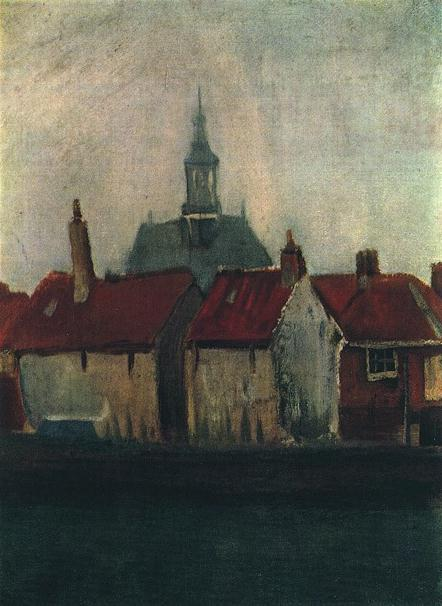
Gruppo di vecchie case con nuova chiesa a L'Aia 1882 Collezione privata (F204)
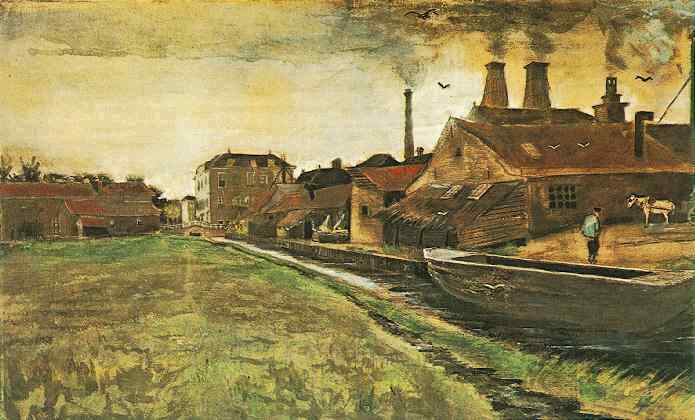
Mulino di ferro a L'Aia, acquerello 1882 Collezione privata (F926)
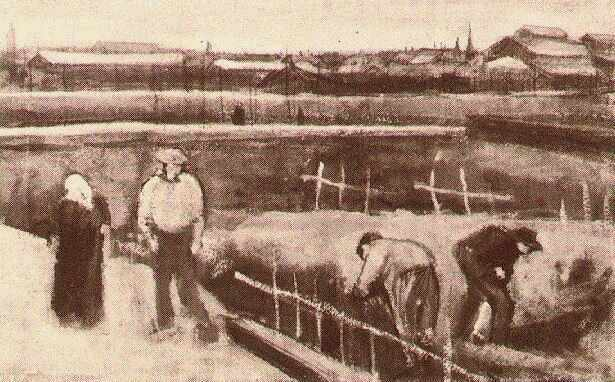
Prato vicino Rijswijk, acquerello 1882 Collezione privata (F927)
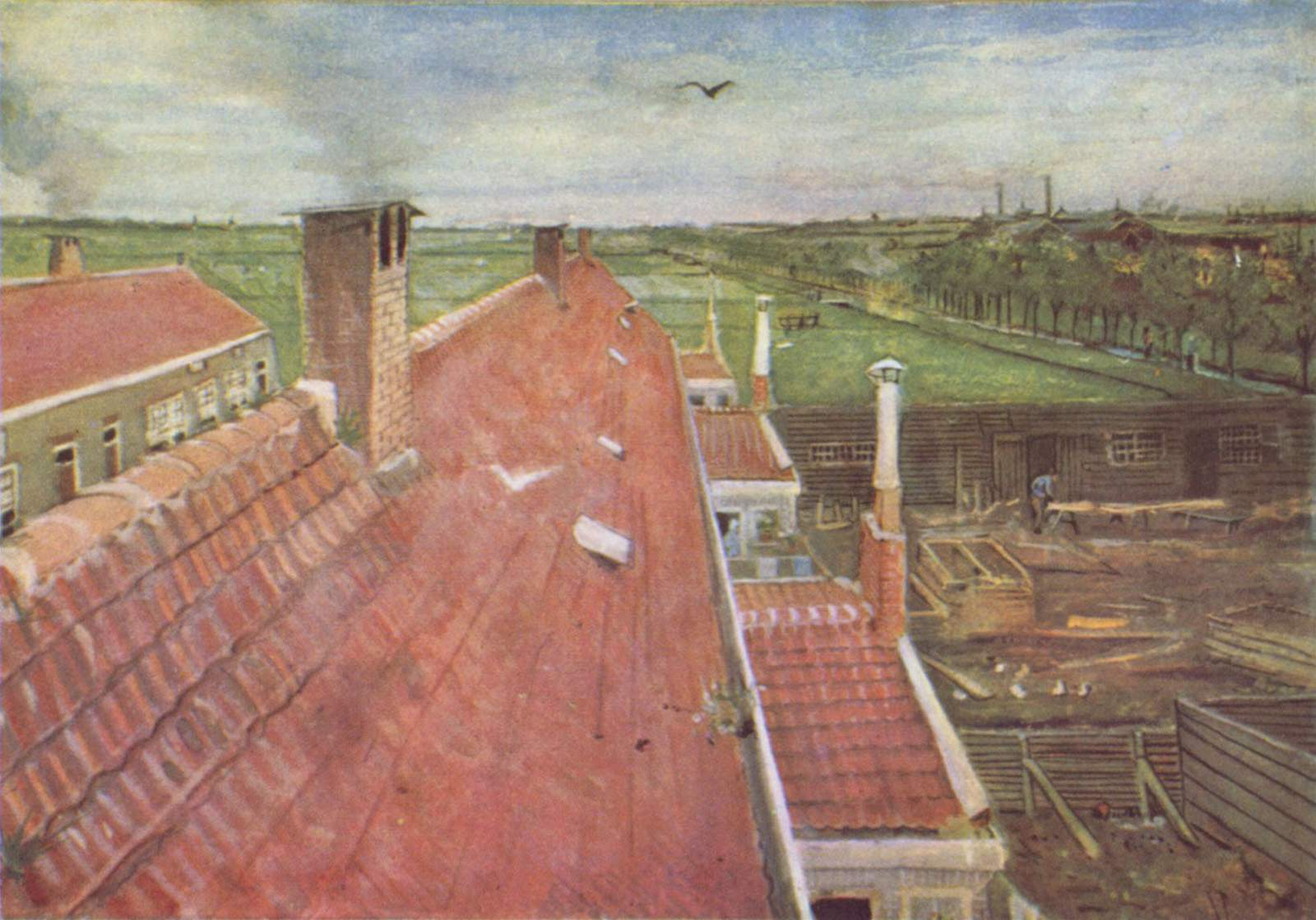
Tetti, visti dallo studio, acquerello con bianco 1882 Collezione privata (F943)
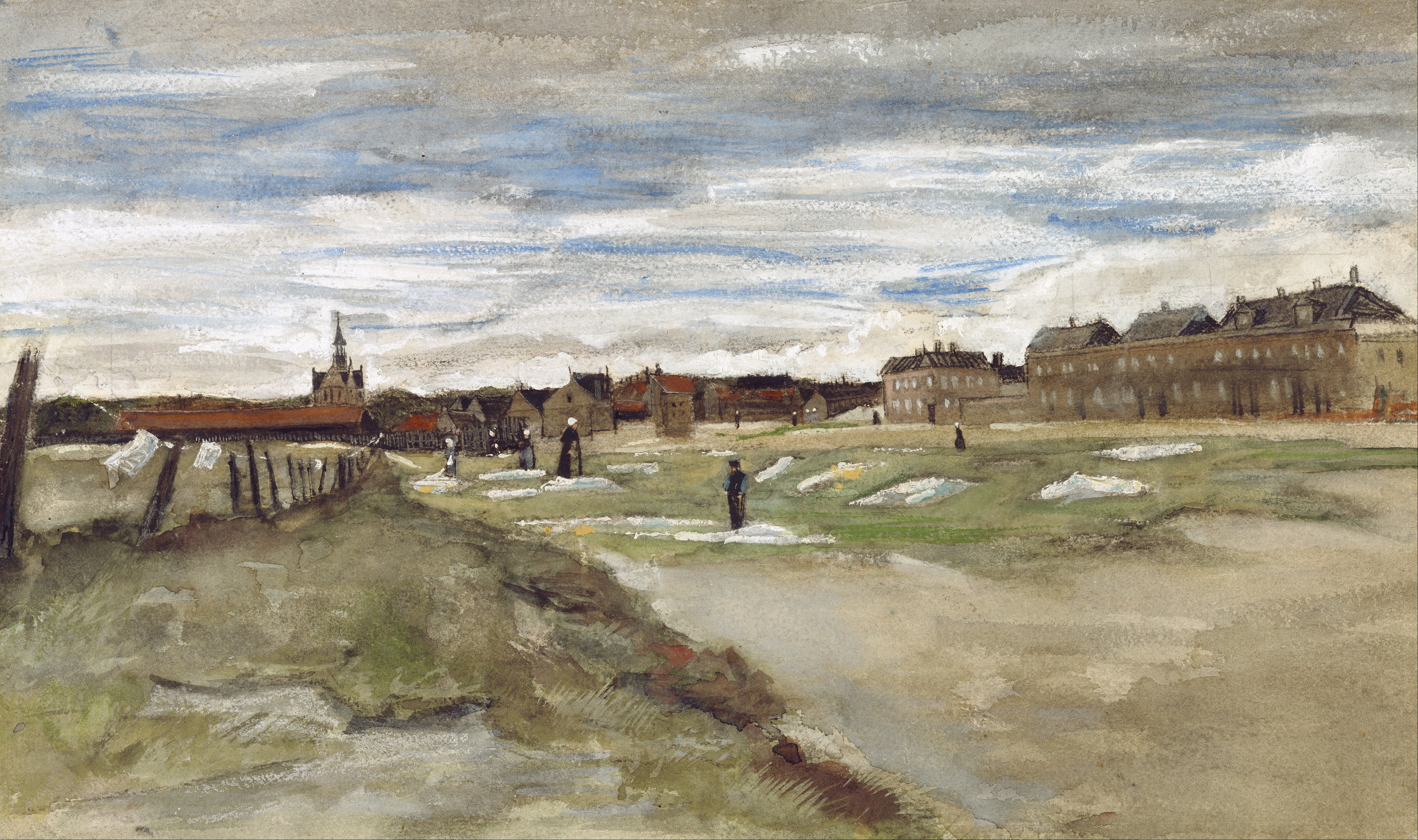
Campi a Scheveningen anche Campi, acquerello 1882 J. Paul Getty Museum, Los Angeles (F946r)
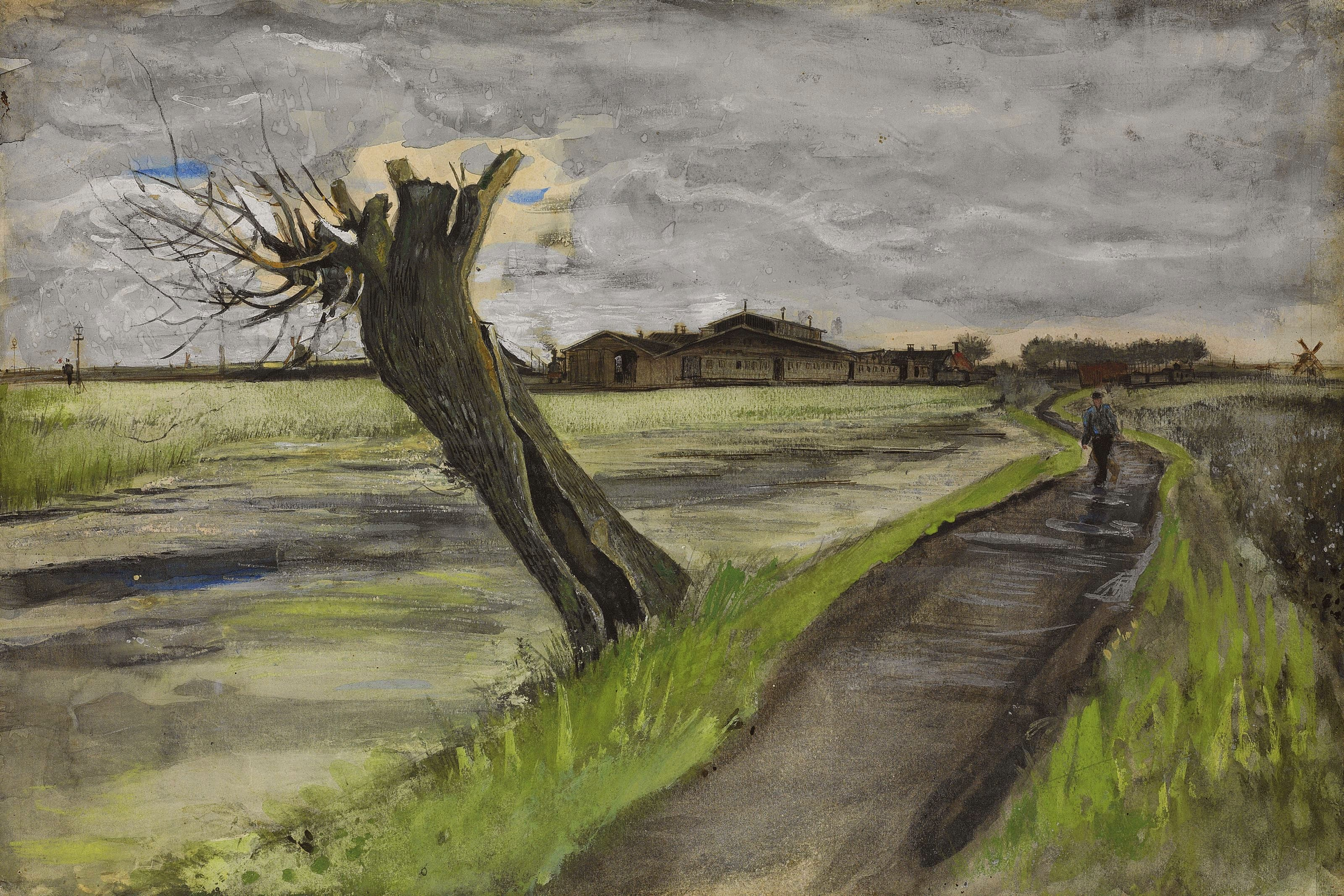
Pollard Willow, acquerello 1882 Collezione privata (F947)
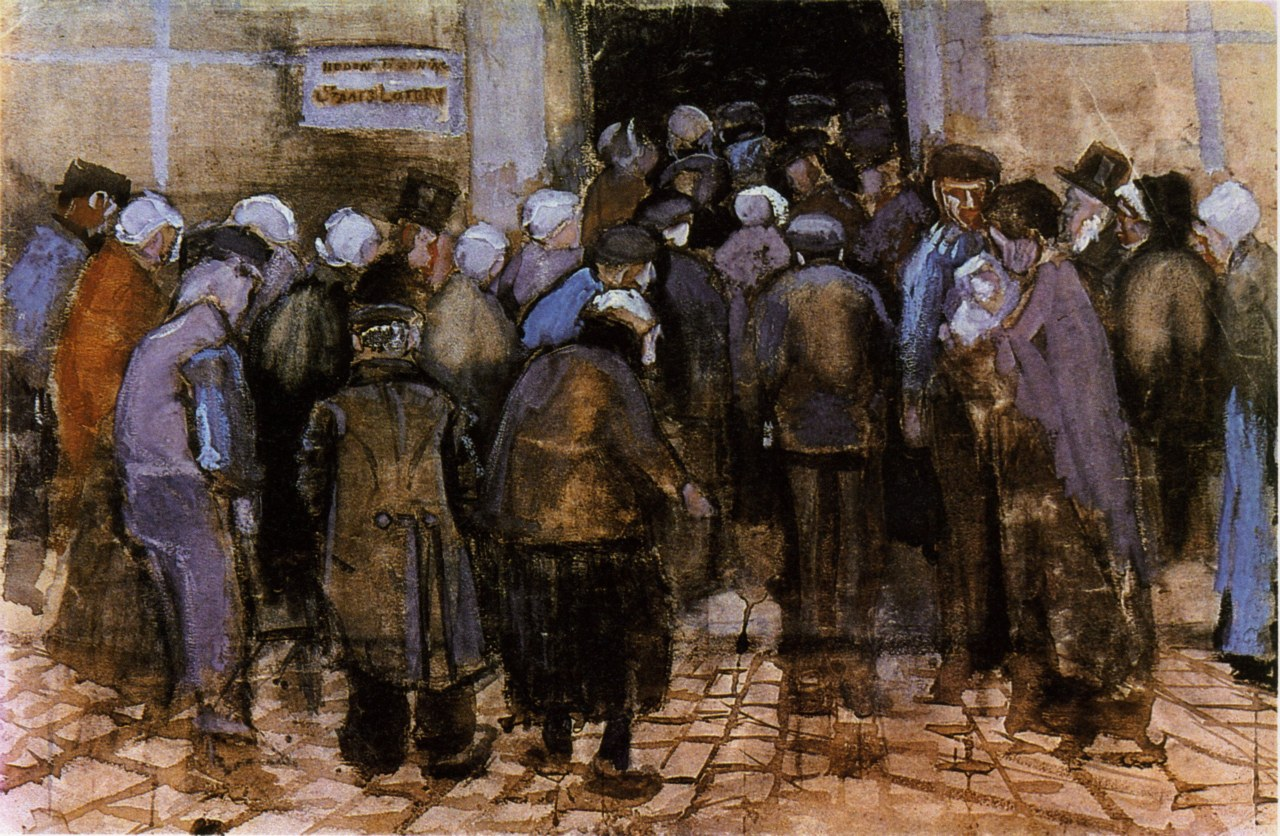
La lotteria di stato o anche Poveri e denaro 1882 Van Gogh Museum, Amsterdam (F970)
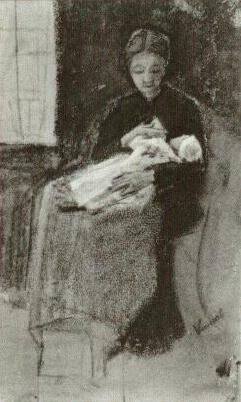
Sien allatta il bambino, acquerello e gesso 1882 Collezione privata (F1068)
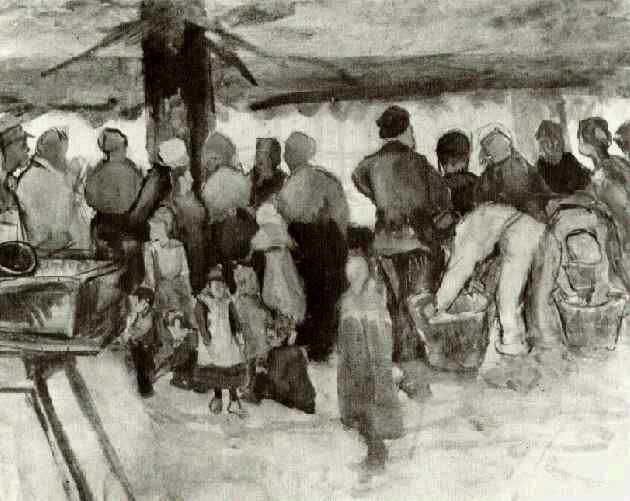
Il mercato delle patate, acquerello 1882 Collezione privata (F1091)
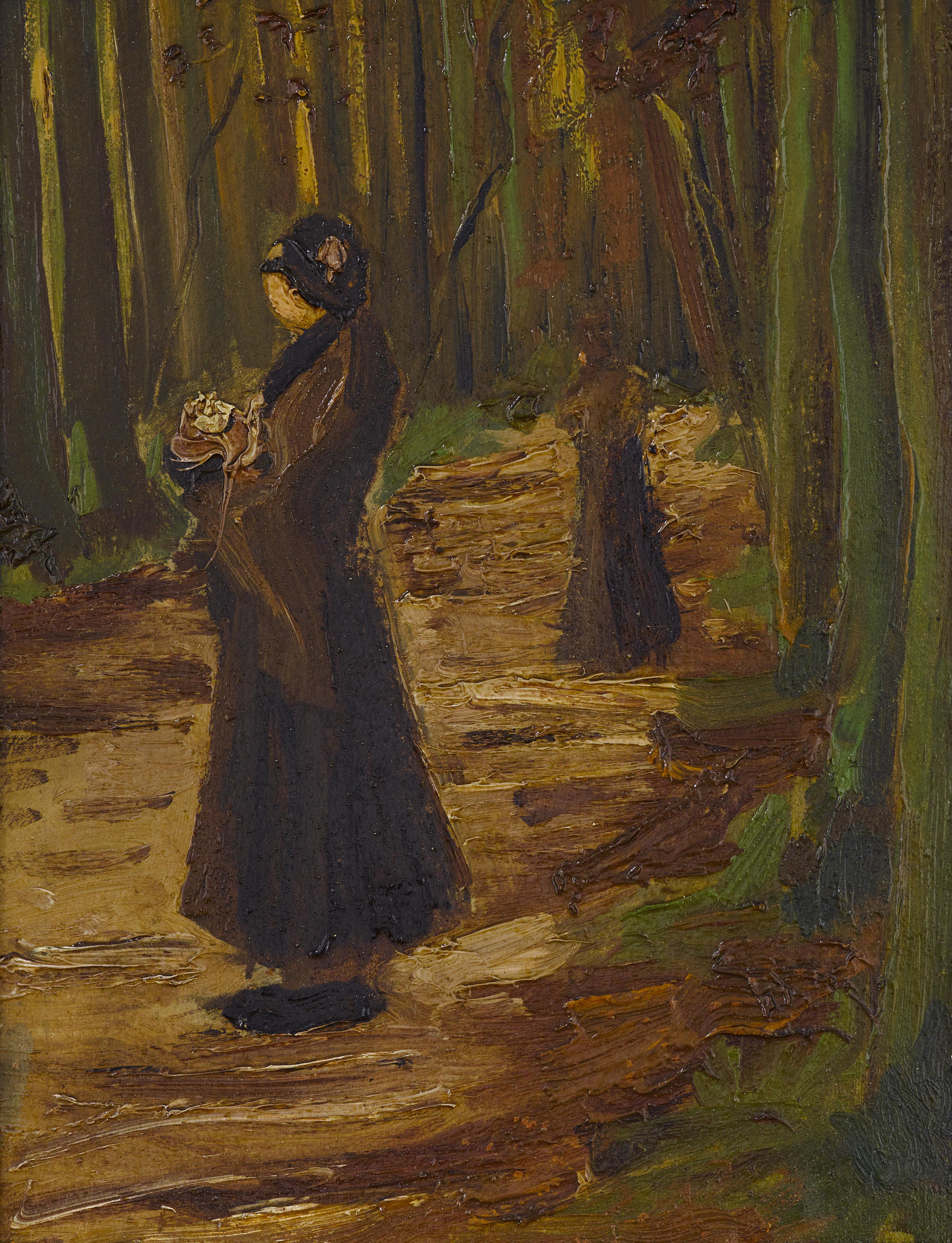
Due donne nel bosco 1882 Collezione privata (F1665)
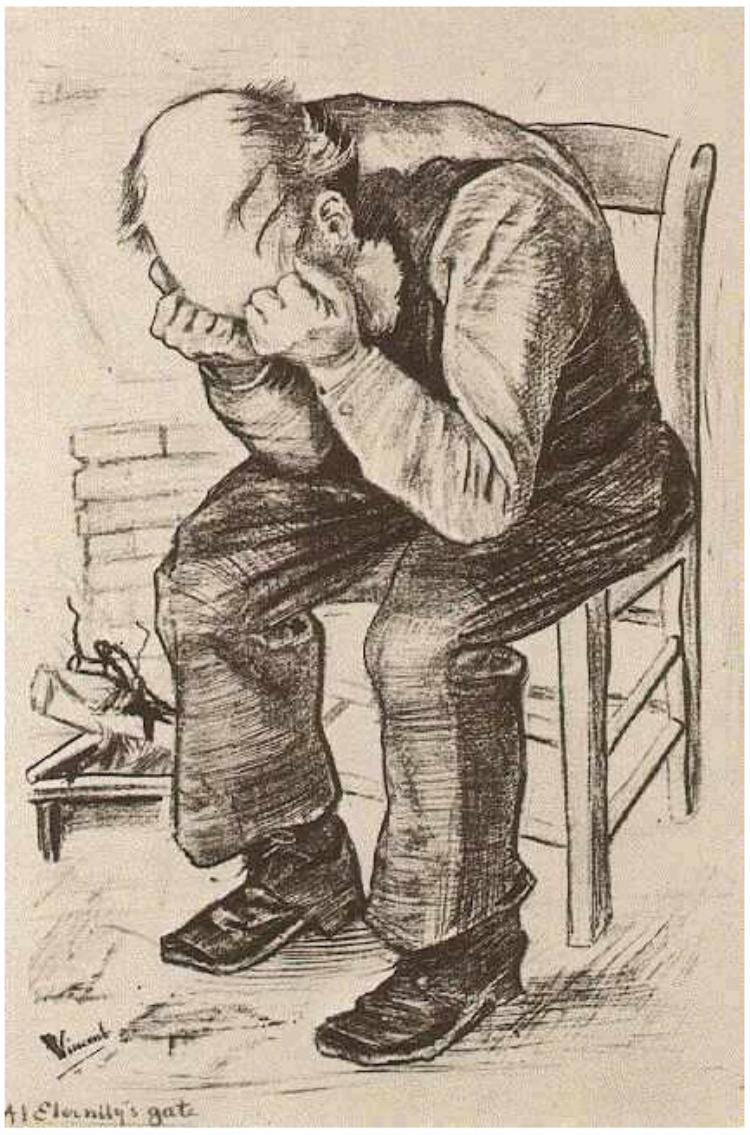
Annotazione dell'artista sul margine sinistro: "Ai cancelli dell'eternità" (litografia, 1882, Tehran Museum of Contemporary Art)[40] (F1662)